# HMS Argus (I49)
HMS Argus var ett brittiskt hangarfartyg som tjänstgjorde i Royal Navy från 1918 till 1944. Hon omvandlades från ett oceanångare som var under konstruktion vid första världskrigets utbrott och blev det första exemplet på standardtypen för hangarfartyg, med ett flygdäck i full längd som gjorde att flygplan på hjul kunde lyfta och landa. Fartyget var ursprungligen för topptungt byggt och modifierades för förbättrad  stabilitet i mitten av 1920-talet. Argus tillbringade en kort tid i Kina i slutet av 1920-talet innan hon placerades som reserv av budgetskäl.
Argus togs åter i drift och moderniserades delvis strax före andra världskriget och fungerade som ett träningsfartyg för däcklandning fram till juni 1940. Följande månad gjorde hon den första av många turer till västra Medelhavet. Fartyget levererade också flygplan till Murmansk i Ryssland, Takoradi på Guldkusten och Reykjavík på Island. År 1942 hade Royal Navy stor brist på hangarfartyg och Argus togs i frontlinjetjänst trots bristen på fart och beväpning. I juni deltog hon i Operation Harpoon. I november tillhandahöll fartyget lufttäckning under Operation Torch, invasionen av franska Nordafrika och skadades lätt av en bomb. Efter att ha återvänt till Storbritannien för reparationer användes Argus igen för däcklandning till slutet av september 1944. I december blev hon ett inkvarteringsfartyg och listades för bortskaffande i mitten av 1946. Argus såldes i slutet av 1946 och skrotades året efter.